# Pastiche

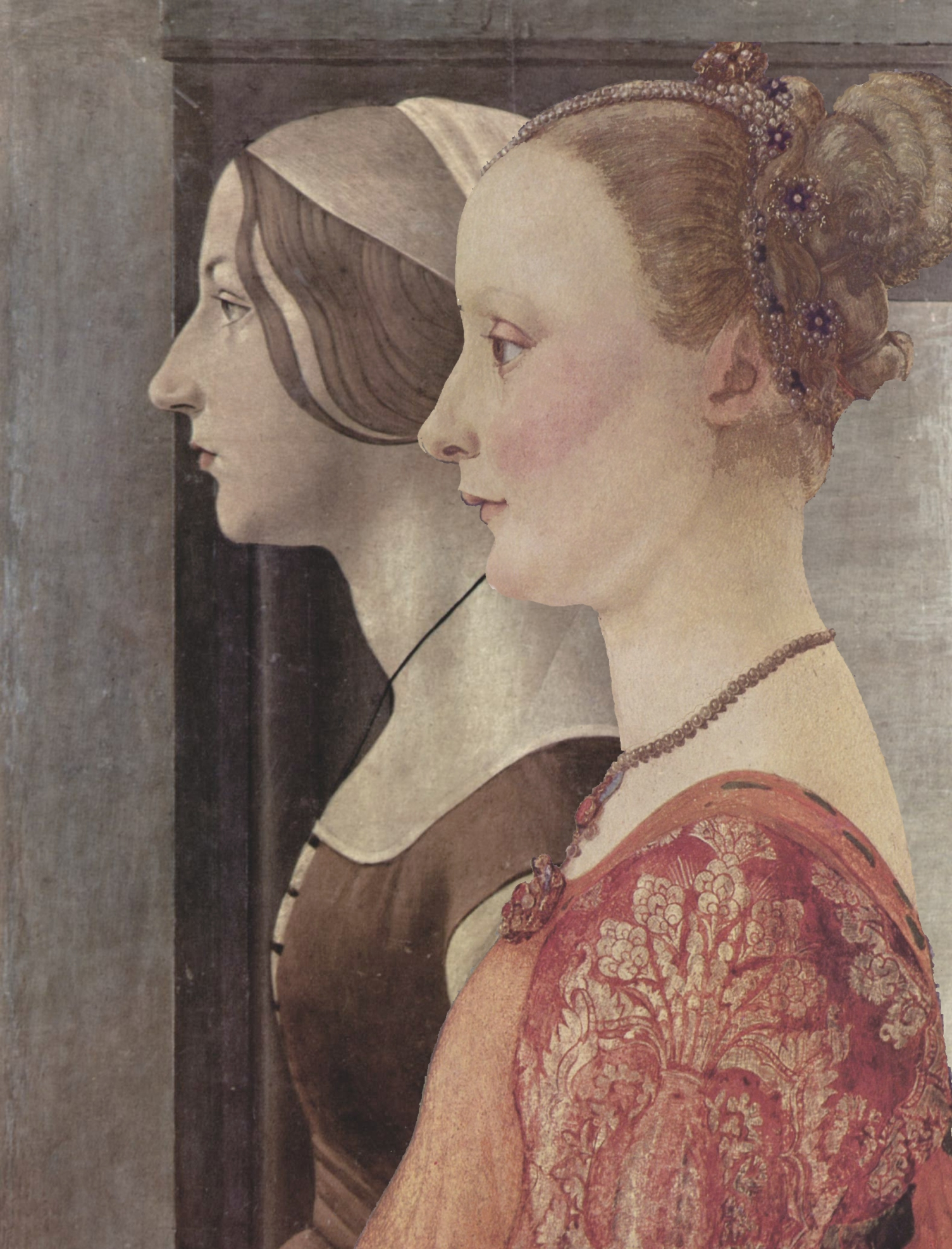
Un pastiche ottenuto dalla combinazione di due opere (Pollaiolo e Botticelli), con Photoshop.

Con il termine pastiche si intende, in generale, un'opera composta, in tutto o in larga parte, da brani tratti da opere preesistenti, per lo più con intento imitativo. Il termine viene usato soprattutto nell'ambito della letteratura, della musica e della pittura. Mutuato dalla lingua francese, pastiche proviene dall'ambito culinario: il pasticcio è infatti una preparazione dove una crosta di pasta raccoglie svariati pezzi di carne e verdure, eventualmente avanzati da altri piatti.

## Pastichein ambito letterario
Un pastiche è l'incorporazione in un unico testo letterario o teatrale di frammenti di testi diversi come articoli di giornali, dialoghi tratti da film, poesie, canzoni, simboli e fotografie.
Formalmente si va dalla citazione, che copia fedelmente il testo d'origine e ne cita la fonte, al plagio di tipo parodico oppure a omaggio o sfottò dell'autore o del testo di partenza, fino alla satira, o come ha sostenuto Alain de Botton, si tratta di una "riproduzione non convincente di stili passati".
Per diversi anni, a partire dal secolo XVII, gli esercizi di imitazione, detti "à la manière de" erano un modo per creare pastiche che, mentre dichiaravano la propria appartenenza a una scuola o a uno stile, offrivano al contempo la possibilità di esercitarsi e di sfruttare una corrente già nota per farsi conoscere. Per lo stesso motivo si è cominciato a parlare di "pasticcio", in italiano, laddove la combinazione dei testi più o meno citati portava a una situazione narrativa inestricabile, usando a metafora anche il vocabolario della cucina (pasticcio nel senso di paté).
Già nella famosa Encyclopédie illuminista si parla di pastiche come qualcosa che risulta né originale né copia, ma fatta nel gusto e alla maniera di un altro artista, quasi a voler dimostrare di possederne le qualità tecniche. Poi dall'esercizio "di scuola" si è passato al "falso" (bisogna anche considerare la storia del diritto d'autore e dell'editoria, a volte del tutto anonima nel prendere però in esame il concetto di falso, che oggi è considerato un reato, ma non da sempre).
Nel 1787 il saggio "Pastiche" di Jean-François Marmontel (parte dell'opera Eléments de littérature) dà una definizione retorica del pastiche quale imitazione affettata della maniera e dello stile di un grande artista, lasciando poi intendere che la presenza di numerosi pastiche attorno a un'opera sia il segno della grandezza dell'opera stessa. Ci sono due modi di imitare un grande scrittore, imitarlo per cosa lo si distingue e ritiene grande o imitarlo per semplice pastiche, svilendo in fondo il modello in un'intenzione che finisce con l'essere comunque satirica
Anche Giacomo Leopardi fa da giovane alcuni pastiche, e Marcel Proust addirittura vi intitola un libro (Pastiches et mélanges, 1919, raccolta di articoli da Le Figaro). In pratica, si prende un soggetto e lo si racconta in maniere diverse dalla propria, imitando altri scrittori (Proust, per esempio, "à la manière de" Balzac, Flaubert, Henri de Régnier, Ernest Renan, ecc.).) Questo tipo di esercizio mondano andrà a svilupparsi sui giornali dei primi decenni del XX secolo, quasi a volersi dare una coscienza della propria decadenza rispetto alla letteratura alta, e insieme a legittimarne un "uso quotidiano".
Un esempio può considerarsi anche Le copiste indiscret di Jean Pellerin (1919).
È poi riconoscibile la forma pastiche anche dietro gli Esercizi di stile di Raymond Queneau, che in qualche modo, segnano un capitolo del postmodernismo. Il pastiche è infatti un elemento caratteristico della letteratura postmoderna, i cui tratti salienti sono appunto un'apertura del testo attraverso forme differenti di intertestualità, esplicite relazioni di un testo con altri testi. Un esempio anglosassone è The British Museum Is Falling Down di David Lodge.
Quando Gianfranco Contini, parlando dell'amico Carlo Emilio Gadda riconosce in lui la vocazione del pastiche, con l'imitazione di parlate diverse e la commistione di linguaggi tecnici, arcaismi e trasposizioni di dialetti, definisce il pastiche come una combinazione "di risentimento, di passione e di nevrastenia". Che l'influenza non sia un campo di facile attraversamento lo dimostra anche Harold Bloom nei suoi primi studi, ma è in particolare con gli anni della contestazione e di ricerca letteraria (per esempio in molti esponenti del cosiddetto "Gruppo 63") che il pastiche assume la funzione di parodia come trasformazione ludica di testi classici.
Questo trasformare in gioco la letteratura, desacralizzandola e smontandone la presunzione filosofica diviene, insomma, la tendenza generale di buona parte della letteratura dagli anni settanta del XX secolo, dove il pastiche in quanto tale si fa meno riconoscibile e più intessuto nella trama formale (e di contenuto) delle opere.

## Pastichein ambito musicale
Il compositore americano Frank Zappa fa del pastiche uno dei motivi conduttori e ispiratori di molte sue opere, citando, parodiando e rielaborando i più diversi generi musicali: rock, jazz, musica dodecafonica, musica seriale.

## Pastichein ambito operistico
In campo operistico si definisce come pastiche o centone un'opera lirica composta, in tutto o in parte, da arie tratte da opere o composizioni preesistenti di differenti autori, in certi casi conservando il libretto originale, più spesso con il testo del libretto opportunamente modificato in base alle esigenze sceniche o in chiave satirica. Le opere pastiche hanno avuto il loro apogeo a cavallo del XVII e XVIII secolo.

## Pastichein ambito alimentare
Anche in cucina a volte si usa il termine, soprattutto a indicare una mescolanza di erbe aromatiche o una specie di gulasch.